# Oral
Oral (Kazachs: Орал, Oral), vroeger Jaitsk (tot 1775) en Oeralsk (Russisch: Уральск) (1775-1994) genoemd, is de grootste - en met district gelijkgestelde - stad van Europees Kazachstan. De stad ligt op een landtong tussen de rivieren Oeral en haar zijrivier de Shaghan (Шаған) op de grens tussen Europa en Azië, en niet ver van de grens met Rusland, en telt circa 250.000 inwoners, waarvan 55 % Kazachen en 38 % Russen.
Er is nog één andere stad in Europees Kazachstan, namelijk de plaats Kaztalovka (Казталовка а.о.), ook dicht tegen de Russische grens, maar een stuk westelijker.

## Geschiedenis
De stad werd gesticht in 1584 door Jaik-Kozakken (het officiële stichtingsjaar is 1613 en in 1988 werd het '375-jarig bestaan' van de stad gevierd) als Jaitsk. De stad werd vernoemd naar de rivier de Jaik. Het oudste deel van de stad bevindt zich op de landtong tussen de Oeral en de Tsjagan en wordt nu Koerenjami genoemd, naar het kozakkenwoord koeren voor 'kozakkennederzetting'.
Omdat de Jaik-Kozakken de Poegatsjov-opstand (1774-1775) hadden gesteund, liet tsarina Catharina de Grote in 1775 de rivier hernoemen tot Oeral en de stad tot Oeralsk. De kozakken, die voor de opstand een grote mate van autonomie hadden gehad, legden zich niet zonder meer neer bij de 'tsaristische bemoeienis' en kwamen nog regelmatig in opstand; in 1804, 1825, 1837 en 1874. Alle opstanden werden echter zwaar onderdrukt en het gebied kwam steeds sterker in de invloedssfeer van Moskou te liggen. In 1894 kreeg de stad een spoorverbinding (de Rjazan-Oeralspoorweg), hetgeen voor een grote ontwikkeling zorgde. Tot begin 20e eeuw vormde Oeralsk het centrum van de oblast Oeralsk en de Oeral-Kozakken en stond onder jurisdictie van het gouvernement Orenburg.
Gedurende de Russische Burgeroorlog vonden zware gevechten plaats rond dit kozakkenbolwerk. Het Witte Leger (waaronder veel Oeral-Kozakken) belegerde de stad, aangezien ze zich niet neer wilde leggen bij de bolsjewistische overheersing. Onder de Rode Legertroepen die de stad uiteindelijk toch in handen wisten te krijgen, bevond zich de later beroemd geworden maarschalk Georgi Zjoekov. Tijdens de Tweede Wereldoorlog werden 14 fabrieken naar de stad verplaatst en bevonden zich 20 militaire ziekenhuizen in de stad, die toen onder het Stalingrad-front stond. Ook vormde het toen een luchtverdedigingspunt. In 1994, na het ontstaan van de onafhankelijke republiek Kazachstan, werd de stad hernoemd tot Oral, maar in het Russisch wordt ze nog altijd Oeralsk genoemd.

## Geboren
- Bayan Esentaeva (1974), zangeres, actrice en presentatrice
- Nurbol Zhumaskaliyev (1981), voetballer
- Aleksej Kolesov (1984), wielrenner
- Boelat Sarijev (1991), voetbalscheidsrechter